# Agdistis intermedia
Agdistis intermedia là một loài bướm đêm thuộc họ Pterophoridae. Nó được tìm thấy ở Hungary và România, phía đông đến Nga và Kazakhstan.
Sải cánh dài 24–30 mm. Con trưởng thành bay từ tháng 6 đến tháng 8.
Ấu trùng ăn Limonium vulgare.